# Edmond Cloetens
Edmond Cloetens was een Belgisch boogschutter. 

## Levensloop
Hij verzamelde drie olympische medailles op de Olympische Spelen van 1920 in Antwerpen. Hij behaalde individueel goud in het onderdeel 'vast vogeldoel, grote vogel' (score van 13). 
Daarnaast behaalde hij er met het Belgisch team goud in de onderdelen 'vast vogeldoel, grote vogel' (score van 31) en 'kleine vogel' (score van 25). Naast Cloetens bestond het team uit Edmond Van Moer, Louis Van de Perck, Joseph Hermans, Firmin Flamand en Auguste Van De Verre.